# Falkenstein (Ludwigsstadt)
Falkenstein ist ein Gemeindeteil der Stadt Ludwigsstadt im oberfränkischen Landkreis Kronach in Bayern.

## Geographie
Die Einöde Falkenstein liegt im nördlichen Frankenwald im tief eingeschnittenen Tal der Loquitz an der Landesgrenze zwischen Bayern und Thüringen. Es mündet dort der Steinbach als rechter Zufluss in die Loquitz. Aufgrund steiler Felspartien beidseits des Loquitztales wird die Örtlichkeit auch als „Steinerne Pforte zu Thüringen“ oder „Falkensteiner Pforte“ bezeichnet. Auf der östlichen Seite, gegenüber der Villa Falkenstein, befindet sich das Geotop „Felsfreistellungen bei Falkenstein“, eine Felswand mit einem nach Südosten überkippten Faltenbau. Das im Westen angrenzende Waldgebiet ist das Naturschutzgebiet Falkenstein und Pechleite östlich Lauenstein.
Falkenstein liegt an der Frankenwaldbahn, einer zweigleisigen, elektrifizierten Eisenbahnstrecke, die Teil einer überregionalen Hauptverbindung von Berlin über Leipzig/Halle und Nürnberg nach München ist. Die parallel verlaufende Bundesstraße 85 führt nach Probstzella (1,8 km nordwestlich) bzw. an der Fischbachsmühle vorbei nach Lauenstein (1,8 km südwestlich). Eine Gemeindeverbindungsstraße führt nach Steinbach an der Haide zur Kreisstraße KC 26 (2 km südöstlich).

## Geschichte
Falkenstein geht auf den Bau von zwei nahe beieinander liegenden Hammerwerken im Loquitztal durch Johann Gottfried Stieler von 1765 bis 1768 zurück. Verhüttet wurde der Kamsdorfer Eisenstein. 1775 starb Stieler, der in finanziellen Nöten war, und das Eisenhammerwerk kam in Zwangsverwaltung. 1790 bestand das Werk aus einem oberen und einem unteren Hammer nebst dazugehörigen Wohn- und Wirtschaftsgebäuden. 1799 erwarb der aus Bischofsgrün stammende Ernst Christian Müller das Werk. Durch Erlass erhielt Müller 1801 das Recht zum Brauen und Bierausschenken und richtete ein Brauhüttengebäude ein. 1809 kaufte der aus Thierstein stammende Nikol Heinrich Schreider das Eisenhammerwerk, bestehend aus zwei Eisenhämmern, zwei Wohnhäusern mit Nebengebäuden und dem Brauhüttengebäude sowie Grund und Boden. Der Schreiders Hammer hatte in der ersten Hälfte des 19. Jahrhunderts seinen Höhepunkt, wurde aber schon um 1875 stillgelegt. Anstelle des Hammerwerkes entstand eine Mahlmühle, die 1934 stillgelegt wurde. Am Steinbach entstand außerdem, vermutlich in der ersten Hälfte des 19. Jahrhunderts, eine kleine Schneidmühle, die bis nach dem Ende des Zweiten Weltkriegs betrieben wurde.

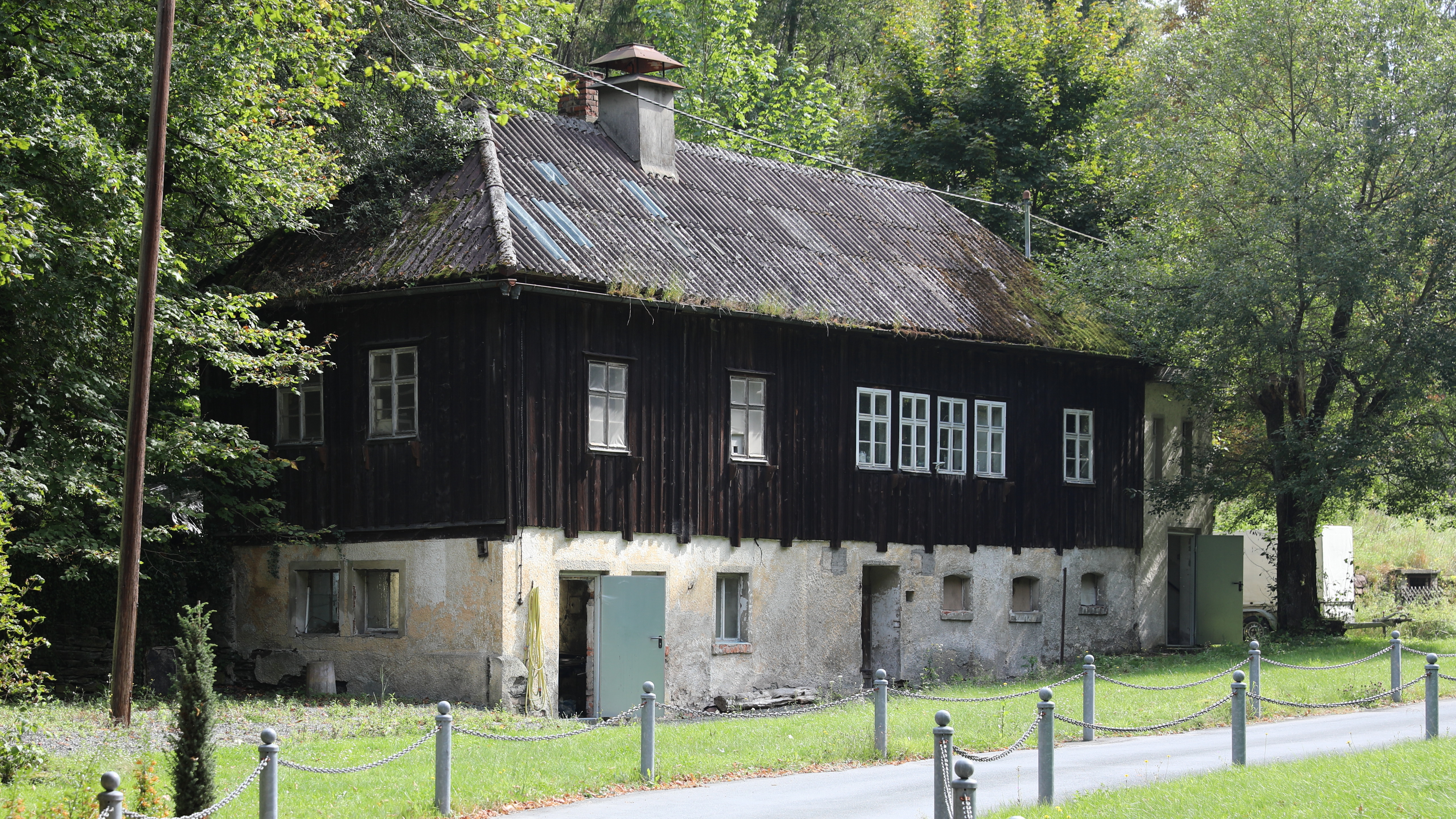
Nebengebäude

Zeitgleich entwickelte sich Falkenstein zum beliebten Ausflugsziel. Zwischen 1821 und 1825 existierten ein Biergarten mit Lokal und eine Kegelbahn. Das Ausflugslokal und die Brauerei wurden ausgebaut. Die Brauerei erhielt 1927 einen Neubau. Den Beginn der Blütezeit als Ausflugsort erlebte Falkenstein ab 1885 mit der Eröffnung der Frankenwaldbahn mit den nächsten Bahnhöfen in Lauenstein und Probstzella. 1885 wurde die Falkensteingemeinde gegründet, ein Zusammenschluss namhafter Persönlichkeiten der Umgebung, welche den Weiler für gesellschaftliche Zusammenkünfte ausgewählt haben.
Die Teilung Deutschlands löste den wirtschaftlichen Niedergang Falkensteins aus. Am 19. Oktober 1946 war der Grenzkontrollpunkt Falkenstein/Probstzella für den offiziell grenzüberschreitenden Verkehr eröffnet worden. Der Straßengrenzübergang wurde am 1. Oktober 1951 geschlossen. Durch die Grenzziehung wurde das Ausflugslokal bekannt, da die alte Landesgrenze zwischen Bayern und Thüringen annähernd dem Verlauf des Steinbachs folgte, der von der Küche überbaut war. Im so genannten Bierdeckelabkommen von 3./4. Juli 1945 zwischen Sowjets und Amerikanern wurde ein Gebietsaustausch geregelt. Ein Gebiet zwischen dem Steinbach und einem nördlich, ungefähr parallel verlaufenden Weg kam zur amerikanischen Besatzungszone und dafür ein Gebiet zwischen der Loquitz und der westlichen Seite der Reichsstraße 85 zur sowjetischen Besatzungszone. Durch den geänderten Verlauf der Demarkationslinie gehörten die gesamte Waldgaststätte und Wirtschaftsgebäude der Brauerei Schreider zu der amerikanischen Besatzungszone. 1967 versuchte die DDR vergeblich, das sowjetisch-amerikanische Bierdeckelabkommen zu korrigieren. Die ehemals große bayerische Bierbrauerei Karl Schreider musste aufgrund der Randlage und des fehlenden Absatzmarktes in Thüringen im Jahr 1968 den Betrieb einstellen. 1987 wurden alle Gebäude, bis auf die alte Gaststätte, abgerissen. Erhalten blieben neben den Felsenkellern auch die Mühlbäche und Reste der Wehranlagen. Der Gaststättenbetrieb wurde verpachtet. Der nach 1946 eingerichtete Haltepunkt Falkenstein direkt an der Innerdeutschen Grenze wurde 1965 aufgelassen.

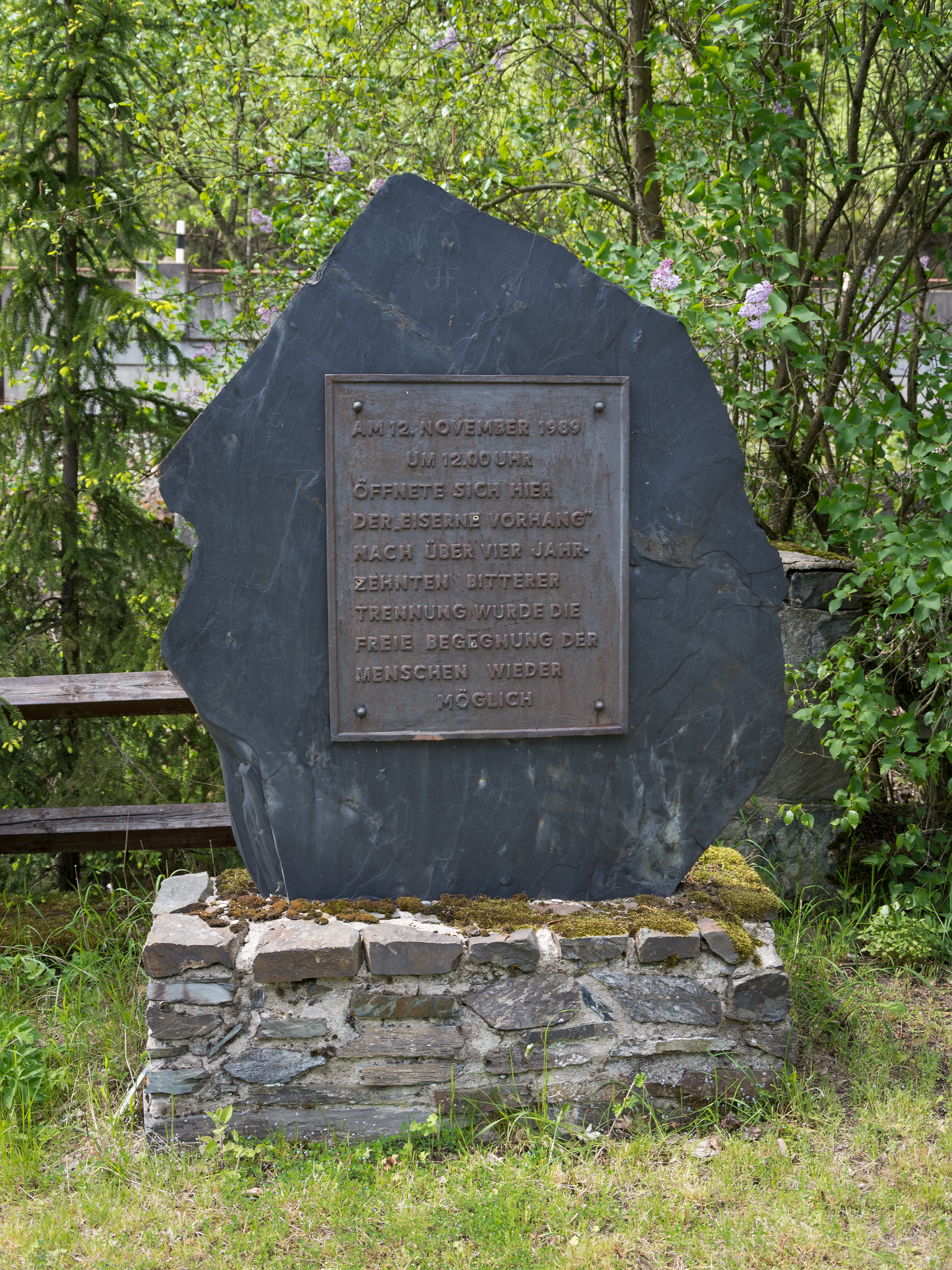
Gedenkstein zur Öffnung der Innerdeutschen Grenze

Am 12. November 1989 wurde die Grenze am ehemaligen Straßengrenzübergang bei Falkenstein nach Räumung der Grenzsicherungsanlagen wieder geöffnet. Anfang der 1990er Jahre wurde der Betrieb der Gaststätte eingestellt und das Gebäude verfiel in der Folgezeit. Von 2000 bis 2003 ließ es jedoch ein neuer Eigentümer wieder instand setzen. Seitdem trägt es den Namen „Villa Falkenstein“, in der regelmäßig kulturelle Veranstaltungen der seit 2005 als Verein aktiven Falkensteingemeinde stattfinden.

### Baudenkmal
- Villa Falkenstein

### Einwohnerentwicklung
| Jahr      | 001818     | 001861 | 001871 | 001885 | 001900 | 001925 | 001950 | 001961 | 001970 | 001987 |
| Einwohner | *          | 27     | 23     | 15     | 18     | 52     | 39     | 17     | 9      | 2      |
| Häuser    | *          |        |        | 3      | 2      | 2      | 4      | 5      |        | 1      |
| Quelle    | :S. 599 f. | [ 18 ] | [ 19 ] | [ 20 ] | [ 21 ] | [ 22 ] | [ 23 ] | [ 24 ] | [ 25 ] | [ 1 ]  |

### Verwaltung
Gegen Ende des 18. Jahrhunderts gab es in Falkenstein zwei Anwesen (zwei Wohnhäuser, zwei Hammerwerke, Bräu-, Schenk- und Kellerhaus). Das Hochgericht übte das bayreuthische Amt Lauenstein aus. Die Grundherrschaft hatte das Kastenamt Lauenstein inne.:S. 470
Von 1797 bis 1808 unterstand der Ort dem Justiz- und Kammeramt Lauenstein. Mit dem Gemeindeedikt wurde Falkenstein dem 1808 gebildeten Steuerdistrikt Lauenstein und der 1818 gebildeten Ruralgemeinde Steinbach an der Haide zugewiesen. Am 1. Januar 1978 wurde Falkenstein im Zuge der Gebietsreform in Bayern nach Ludwigsstadt eingegliedert.:S. 599 f.

## Religion
Die Einwohner evangelisch-lutherischer Konfession sind nach St. Elisabeth in Steinbach an der Haide gepfarrt.:S. 470